# Cupa României 2005-2006
La Cupa României 2005-2006 è stata la 68ª edizione della coppa nazionale disputata tra il 20 settembre 2005 e il 17 maggio 2006 e conclusa con la vittoria del Rapid Bucarest, al suo dodicesimo titolo.

## Formula
La competizione si svolse ad eliminazione diretta in gara unica tranne le semifinali che si svolsero con andata e ritorno. Parteciparono le squadre delle serie inferiori e, a partire dai sedicesimi di finale, quelle della massima serie.

## Sedicesimi di finale
Gli incontri si disputarono il 20 e 21 settembre 2005.
| Squadra 1             | Risultato | Squadra 2             |
| --------------------- | --------- | --------------------- |
| Gaz Metan Mediaș      | 2 - 4 dr  | Oțelul Galați         |
| Cetatea Suceava       | 2 - 1     | Sportul Studențesc    |
| Gloria Buzău          | 1 - 2     | Farul Constanța       |
| CS Otopeni            | 2 - 5     | FCU Poli Timișoara    |
| CFR Timișoara         | 1 - 3     | FC Național București |
| Rapid II Bucarest     | 8 - 7 dr  | Steaua Bucarest       |
| FCM Reșița            | 0 - 1     | Rapid Bucarest        |
| Dunărea Galați        | 0 - 1     | Dinamo Bucarest       |
| Universitatea Craiova | 1 - 0     | CFR Cluj              |
| Unirea Dej            | 0 - 2     | Politehnica Iași      |
| FC Bihor Oradea       | 0 - 2     | Jiul Petroșani        |
| FCM Târgoviște        | 3 - 2 dts | FC Argeș Pitești      |
| Petrolul Ploiești     | 2 - 1 dts | Gloria Bistrița       |
| Callatis Mangalia     | 0 - 2     | Pandurii Târgu-Jiu    |
| Gloria Bistrița II    | 1 - 2 dts | FC Vaslui             |
| FC Brașov             | 4 - 6 dr  | FCM Bacău             |

## Ottavi di finale
Gli incontri si disputarono il 25 e 26 ottobre 2005.
| Squadra 1             | Risultato | Squadra 2             |
| --------------------- | --------- | --------------------- |
| Pandurii Târgu-Jiu    | 0 - 2     | Oțelul Galați         |
| Cetatea Suceava       | 2 - 3     | Rapid Bucarest        |
| Petrolul Ploiești     | 2 - 1     | Dinamo Bucarest       |
| Rapid II Bucarest     | 3 - 4     | Farul Constanța       |
| FCM Bacău             | 0 - 2     | Jiul Petroșani        |
| Politehnica Iași      | 2 - 1 dts | FC Vaslui             |
| FCM Târgoviște        | 1 - 3 dts | FCU Poli Timișoara    |
| FC Național București | 4 - 3 dr  | Universitatea Craiova |

## Quarti di finale
Gli incontri si disputarono il 7 dicembre 2005.
| Squadra 1         | Risultato | Squadra 2             |
| ----------------- | --------- | --------------------- |
| Petrolul Ploiești | 3 - 2     | FCU Poli Timișoara    |
| Politehnica Iași  | 0 - 1     | Rapid Bucarest        |
| Jiul Petroșani    | 0 - 1     | Farul Constanța       |
| Oțelul Galați     | 3 - 4 dr  | FC Național București |

## Semifinali
Gli incontri di andata si disputarono il 22 marzo mentre quelli di ritorno il 26 aprile 2006.
| Squadra 1       | Totale | Squadra 2             | Andata | Ritorno |
| --------------- | ------ | --------------------- | ------ | ------- |
| Rapid Bucarest  | 7 - 4  | Petrolul Ploiești     | 4 - 1  | 3 - 3   |
| Farul Constanța | 2 - 4  | FC Național București | 1 - 0  | 1 - 4   |

## Finale
La finale venne disputata il 17 maggio 2006 a Bucarest.
| Arbitro: | Sorin Corpodean (Alba Iulia) |

|                    |           |  |
| Daniel Niculae 91’ | Marcatori |  |